# Верхний Сайдыс
Верхний Сайды́с  —  посёлок в Кызыл-Озёкском сельском поселении Майминского муниципального района Республики Алтай России. 

## География
Верхний Сайдыс расположен  в северо-западной части Республики Алтай и находится на правом берегу реки Сайдыс, в верхнем её течении. Уличная сеть состоит из одного географического объекта: ул. Центральная.

## История
До 1983 года сёла Средний Сайдыс и Верх-Сайдыс входили в  Бирюлинский сельсовет, после переданы в Кызыл-Озёкскский с/с.

## Население
| 2008 | 2009 | 2010 | 2011 | 2012 | 2013 |
| ---- | ---- | ---- | ---- | ---- | ---- |
| 3    | →3   | ↘2   | →2   | ↗5   | →5   |
| 2014 | 2015 | 2016 |      |      |      |
| ↘3   | ↘2   | ↗3   |      |      |      |

## Инфраструктура
Нет данных

## Транспорт
Просёлочные дороги. 